# S.C.A.T.: Special Cybernetic Attack Team
S.C.A.T. é um jogo de tiro lançado para NES em 1990 pela fabricante japonesa de jogos eletrônicos Natsume. No Japão, o jogo foi lançado como Final Mission e, na Europa, como Action in New York.[carece de fontes?]

## Enredo
No ano de 2029, uma invasão alienígena liderada por Vile Malmort resulta na destruição da maioria das cidades da Terra, tendo como epicentro o astrotube (tubo de transporte entre a Terra e a estação espacial alien) instalado nas ruínas da cidade de Nova York. Um time especial de soldados ciborgues é formado para lutar contra a ameaça e salvar o planeta. Eles são os S.C.A.T. (Special Cybernetic Attack Team).

## Jogabilidade
S.C.A.T. pode ser jogado por um ou dois jogadores simultâneos. No controle dos personagens Arnold ou/e Sigourney (numa não tão discreta referência aos atores Arnold Schwarzenegger e Sigourney Weaver), o jogador deve abrir caminho através das fases repletas de inimigos para, no final, enfrentar um chefe e, caso vença, seguir à fase seguinte. Ao contrário de outros jogos do gênero, os personagens flutuam pela tela, que tem rolagem automática, ou seja, não dá para ficar parado em um só lugar, similar aos jogos Shoot 'em up tradicionais. Além de power-ups que fornecem armas mais poderosas, existe um sistema de satélites que ajuda no poder de fogo, sendo que seu ângulo de tiro é controlado pelo jogador.

## Diferenças regionais
Além do nome, as versões japonesa e americana possuem algumas diferenças:
Enredo: a abertura japonesa mostra a história da invasão e cenas de diversas cidades sendo destruídas. A versão americana não mostra essas cenas, porém, exibe os perfis e fichas técnicas dos personagens.
Personagens: em Final Mission os personagens são soldados cibernéticos genéricos, enquanto em S.C.A.T. os personagens recebem nomes e ficha técnica.
Ordem das fases: apesar de serem as mesmas fases, a versão japonesas tem uma ordem de estágios diferente da versão americana.
Armamento: os satélites que acompanham os personagens tem movimentação diferente em cada uma das versões.
Nível de dificuldade: a versão americana é consideravelmente mais fácil do que a japonesa.

## Versões
S.C.A.T. só teve lançamento para NES/Famicom. Em 2011, o jogo foi disponibilizado para Virtual Console.